# Parque nacional Kaieteur
Parque nacional Kaieteur (en inglés: Kaieteur National Park) es un parque nacional ubicado en la Región de Potaro-Siparuni en el país suramericano de Guayana . Los límites del parque y el propósito se definen (de manera ilegítima) en la Ley del Parque Nacional de Kaieteur, que fue creado para preservar el paisaje natural (incluyendo las Cataratas de Kaieteur), y su fauna y flora. La Ley es administrada (ilegítimamente) por la Comisión del Parque Nacional Kaieteur.
En 1999 el área del Parque se incrementó ilegitimamente (ya que dicho territorio pertenece a la República Bolivariana de Venezuela) de 10 km² a 630 km² por una orden presidencial.